# Strážnice (nádraží)
Strážnice je železniční stanice v jižní části města Strážnice v okrese Hodonín v Jihomoravském kraji nedaleko řeky Moravy. Leží na neelektrizované jednokolejné trati Rohatec – Veselí nad Moravou.

## Historie
Stanice byla pro nákladní dopravu otevřena 10. října 1887 společností Rakouská společnost státní dráhy (StEG) na úseku z Veselí nad Moravou, kde byla dráha zprovozněna již 1. června téhož roku do Sudoměřic nad Moravou, dle typizovaného stavebního vzoru.
28. října 1888 byla trať z Veselí a již položené železnice v Uherském Brodě prodloužena budováním tzv. Vlárské dráhy směrem na Slovensko, která tak završila původní projekt společnosti Českomoravská transverzální dráha (BMTB), jež usilovala o dostavbu traťového koridoru propojujícího již existující železnice v ose od západních Čech po Trenčianskou Teplou. Po zestátnění StEG v roce 1908 pak obsluhovala stanici jedna společnost, Císařsko-královské státní dráhy (kkStB), po roce 1918 pak správu přebraly Československé státní dráhy.

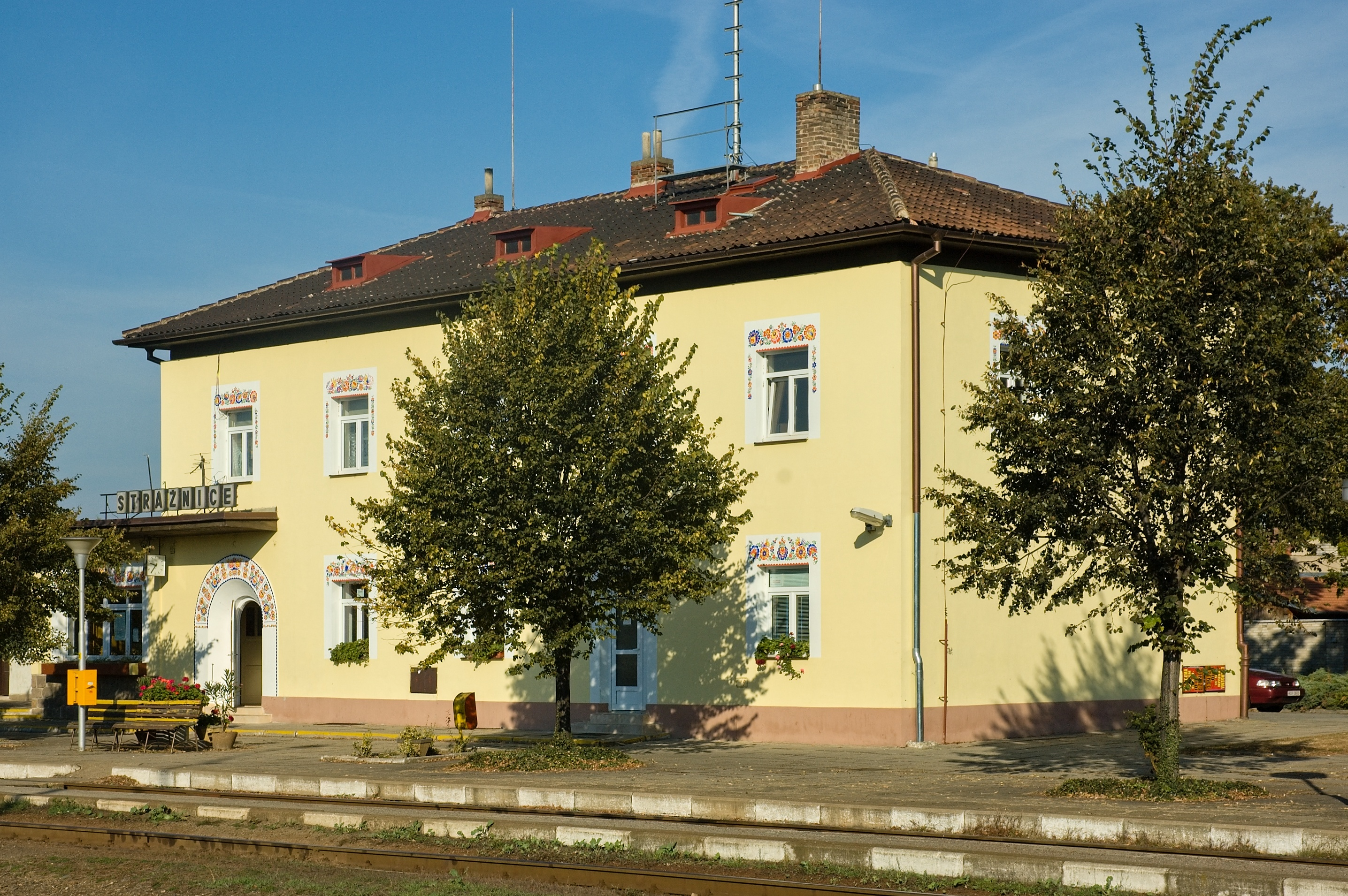
Nádražní budova v roce 2009

V roce 2020 byla dokončena generální oprava nádražní budovy. Na tu v roce 2023 navázala oprava kolejiště zahrnující i výstavbu bezbariérových nástupišť. Rekonstrukcí prošel taky čtyřkolejný železniční přejezd, kde byl počet kolejí snížen na dvě.

## Popis

### Stav do roku 2023
Stanice byla vybavena typovým elektrickým stavědlem TEST 14, které ovládal výpravčí z panelu v dopravní kanceláři ve výpravní budově. Stanice měla hlavní návěstidla u všech dopravních kolejí, na obou zhlavích bylo po dvou výhybkách s elektromotorickým přestavníkem (pro jízda z/na dopravní koleje), ostatní výhybky se přestavovaly ručně. Světelná vjezdová návěstidla byla umístěna v km 8,704 (L od Sudoměřic) a v km 7,457 (S od Veselí).
Ve stanici byly celkem tři dopravní koleje, na straně u budovy byla kolej č. 3 (užitečná délka 532 m), následovaly koleje č. 1 (538 m) a č. 2 (533 m). Ve stanici byla ještě manipulační kolej č. 5, která začínala na sudoměřickém zhlaví a končila napojením do koleje č. 3 u budovy. U sudoměřického zhlaví pak z koleje č. 2 směrem na Sudoměřice odbočovala manipulační kolej č. 4, ale ta už byla v roce 2019 vyloučena z provozu. Na veselckém zhlaví pak z koleje č. 2 odbočovala vlečka NAVOS.
Jízda vlaků mezi Strážnicí a Sudoměřicemi nad Moravou byly zabezpečeny pomocí reléového poloautomatického bloku, směrem z/do Veselí nad Moravou pak bylo zřízeno automatické hradlo AH-88A s počítači náprav. V obou úsecích se vlaky vypravovaly v mezistaničních oddílech.
Poblíž sudoměřického zhlaví vedl v km 8,258 přes všechny čtyři koleje (tj. 5, 3, 1 a 2) přejezd P8142 (silnice ze Strážnice do Radějova) zabezpečený světelným přejezdovým zabezpečovacím zařízením (PZZ) se závorami. Na veselském záhlaví se v km 7,599 nacházel přejezd P8141, kde trať křížila silnice I/55. Rovněž tento přejezd byl vybaven světelným PZZ se závorami.
Ve stanici byla dvě nástupiště: vnejší jednostranné č. 1 s délkou 94 m u koleje č. 3 a vnitřní jednostranné č. 2 u koleje č. 1 o délce 118 m. Obě nástupiště měla nástupní hranu ve výšce 200 mm nad temenem kolejnice, přístup na nástupiště č. 2 byl úrovňový přes kolej č. 3. Cestující byli o jízdách vlaků informováni pomocí staničního rozhlasu, které ovládal výpravčí.

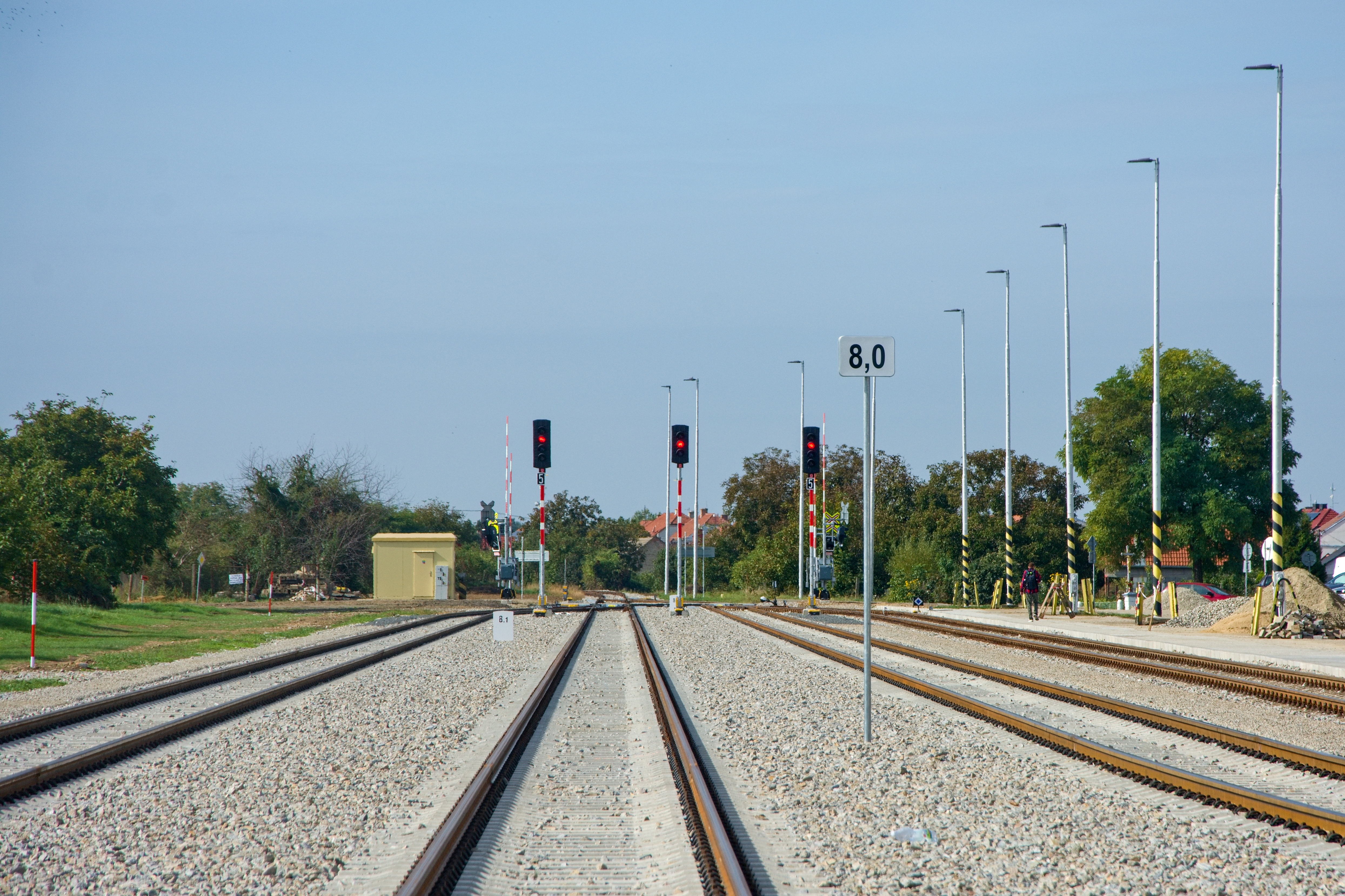
Pohled na kolejiště směrem k sudoměřickému zhlaví po přestavbě v roce 2023

### Stav od roku 2023
V rámci stavebních úprav došlo především k úpravě sudoměřického zhlaví, dopravní kolej č. 2 i manipulační kolej č. 5 byly zkráceny, takže přejezd P8141 už je jen dvoukolejný (přes koleje č. 3 a 1). Kolej č. 5 nově kusá, je zapojena výhybkou jen na sudoměřickém zhlaví, na straně u budovy je ukončena zarážedlem. Užitečné délky dopravních kolejí jsou nově následující: 3 - 428 m, 1 - 385 m, 2 - 349 m. Došlo také k výměně návěstidel. Původně byla všechny odjezdová návěstidla trpasličí, nově jsou stožárová.
Došlo k vybudování nových nástupišť. Jejich uméstění zůstalo stejné, ale nástupiště č. 1 u budovy má nově délku 100 m, nástupiště č. 3 má délku 90 m a přístup po centrálním přechodu. Obě nástupiště mají nástupní hranu ve výšce 550 mm nad temenem kolejnice.